# Eli Wallach
Eli Wallach (szül. Eli Herschel Wallach) (Brooklyn, 1915. december 7. – New York, 2014. június 24.) Emmy-, Tony- és BAFTA-díjas amerikai színész. Első sikerét 1956-ban a Babuci című filmben nyújtott alakításával aratta, de legismertebb kétségkívül A Jó, a Rossz és a Csúfban Tuco szerepében lett.
Henry Fonda legjobb barátja volt.

## Élete
New York külvárosának egyik zsidónegyedében született. Szülei Abraham Wallach és Bertha Schorr Olaszországból vándoroltak ki. Texasban, az austini egyetemen, majd a New York-i városi kollégiumban tanult. A második világháborúban szolgált az amerikai hadseregben, egy hawaii katonai kórházban, majd Texasban szintén kórházi adminisztrátorként. Részt vett Marokkóban, Casablanca mellett végrehajtott szövetséges partraszállásban és szolgált Franciaországban is.

### Filmes karrierje
Wallach 1945-ben debütált a Broadwayen. 1956-ig, a Babuci forgatásáig különböző filmekben szerepelt. További sikert hozott neki A hét mesterlövész, majd 1962-ben A vadnyugat hőskora, ahol megismerkedett Fondával. Ezek a vadnyugati filmek, bár nagy sikert hoztak, de nem tudtak sokat változtatni a western már évek óta tartó haldoklásán.
Az 1960-as években egy teljesen más stílusú filmműfaj jelent meg Európában, a spagettiwestern. Az első olasz westernek még meglehetősen sikertelenek voltak és Sergio Leone felbukkanásáig legfeljebb az amerikai rendezők gúnyolódását váltották ki. Leone egy western trilógiát forgatott, aminek harmadik befejező részében A Jó, a Rossz és a Csúf-ban a Csúf, Tuco szerepére kérte fel Wallachot. Wallachnak kellemes élményei maradtak a filmforgatásról és 1968-ban ő vette rá barátját, Fondát, hogy vállalja el az antihős szerepét Leone Volt egyszer egy Vadnyugat című filmjében. Wallach ezt követően még három spagettiwesternben szerepelt, a Bosszú El Pasóban című alkotásban Terence Hillel és Bud Spencerrel, a Kötél és aranyban Franco Neróval, valamint a Vadnyugati szamurájban Giuliano Gemmával és Tomás Miliánnal.
2005-ben egy filmes anekdotát is készített a Clint Eastwooddal való közös produkciójukról, A Jó, a Rossz és Én címmel. Wallach túl a kilencvenedik életévén is aktív színész volt. 2010-ben szerepelt utoljára két filmben: a Szellemíró-ban és a Tőzsdecápák – A pénz nem alszik című filmekben. Ezután végleg visszavonult a filmes pályától.

### Magánélete
1948. március 5-én házasodott össze Anne Jackson színésznővel. Gyermekeikː Peter, Roberta és Katherine. Öt unokájuk és több dédunokájuk született. Házasságuk 66 évig, egészen Wallach 2014. június 24-én New Yorkban bekövetkezett haláláig tartott. 
Henry Fonda legjobb barátja volt.

## Filmjei
- 1949–1955 : The Philco Television Playhouse (TV film)
- 1951 : Lights Out (TV film)
- 1952 : Armstrong Circle Theatre (TV film)
- 1952 : Danger (TV film)
- 1952 : The Web (TV film)
- 1954 : Goodyear Television Playhouse (TV film)
- 1954 : Kraft Television Theatre (TV film)
- 1956 : Babuci
- 1956 : The Kaiser Aluminum Hour (TV film)
- 1960 : Hét tolvaj (Seven Thieves)
- 1960 : A hét mesterlövész (The Magnificent Seven)
- 1961 : Kallódó emberek (The Misfits)
- 1962 : A vadnyugat hőskora (How the West Was Won)
- 1963 : A holdsugár-szövők (The Moon-Spinners)
- 1963 : A nyerők (The Victors)
- 1964 : Kisses for My President
- 1965 : Dzsingisz kán (Genghis Khan)
- 1965 : Lord Jim
- 1966 : A Jó, a Rossz és a Csúf (Il Buono, il Brutto, il Cattivo)
- 1966 : Hogyan kell egymilliót lopni? (How to Steal a Million)
- 1969 : Bosszú El Pasóban (I Quattro dell’Ave Maria)
- 1969 : A nagy zsákmány (Le Cerveau)
- 1969 : Mackenna aranya (Mackenna’s Gold)
- 1970 : Cik-cakk (Zigzag)
- 1970 : Szomszédos emberek (The People Next Door)
- 1970 : Gerard kalandjai (The Adventures of Gerard)
- 1972 : Kötél és arany (Viva la muerte... tuya!)
- 1973 : Kimenő éjfélig (Cinderella Liberty)
- 1974 : Kattant Joe (Crazy Joe)
- 1975 : Vadnyugati szamuráj
- 1975 : A fehér, a sárga és a fekete (Il Bianco, il giallo, il nero)
- 1977 : A dominó elv (The Domino Principle)
- 1977 : A mélység (The Deep)
- 1978 : A papa mozija (Movie Movie)
- 1979 : Téli gyilkosságok (Winter Kills)
- 1980 : A vadász (The Hunter)
- 1980 : Gengszterektől űzve (Fugitive Family)
- 1981 : A gyilkos szalamandra (The Salamander)
- 1982 : A hóhér dala (The Executioner’s Song)
- 1985 : Kolumbusz (Christopher Columbus)
- 1986 : Kemény fickók (Tough Guys)
- 1987 : Call girl ötszázért (Nuts)
- 1990 : A Keresztapa III. (The Godfather: Part III)
- 1990 : Cinikus hekus (The Two Jakes)
- 1991 : A maffia lánya (Vendetta: Secrets of a Mafia Bride)
- 1992 : A politika színpadán (Teamster Boss: The Jackie Presser Story)
- 1992 : Az éjszaka és a város (Night and the City)
- 1992 : A 99-es paragrafus (Article 99)
- 1992 : Devlin, a trükkös zsaru (Devlin)
- 1992 : A mecénás szeretője (Mistress)
- 1995 : Hárman párban (Two Much)
- 1996 : A csendestárs (The Associate)
- 1998 : Meztelen város (Naked City: Justice With a Bullet)
- 2000 : Ég velünk! (Keeping the Faith)
- 2000 : Gyilkosság a könyvvásáron (Bookfair Murders)
- 2002 : A sportriporter (Monday Night Mayhem)
- 2003 : Titokzatos folyó (Mystic River)
- 2004 : Sorsfordító rabbi (King of the Corner)
- 2006 : A színfalak mögött (TV film)
- 2006 : Holiday (The Holiday)
- 2006 : Beugratás (Hoax)
- 2007 : Brando
- 2008 : Szeretlek, New York (New York, I Love You)
- 2008 : Mama kicsi fia (Mama’s Boy)
- 2009 : Jackie nővér (TV film)
- 2009 : Tickling Leo
- 2010 : Szellemíró (The Ghost Writer)
- 2010 : Tőzsdecápák – A pénz nem alszik (Wall Street: Money Never Sleeps)